# Ublinek
Ublinek est une localité polonaise de la gmina de Lipnik, située dans le powiat d'Opatów en voïvodie de Sainte-Croix.